# Carl Bartholomäi Kühne
Carl Heinrich Friedrich Bartholomäi Kühne (bis 1827: Carl Heinrich Friedrich Bartholomäi) (* 1790; † 1857) war ein deutscher Verwaltungsjurist, Rittergutsbesitzer und Parlamentarier im Großherzogtum Sachsen-Weimar-Eisenach.

## Leben
Carl Bartholomäi Kühne studierte Rechtswissenschaften an der Universität Jena. 1810 wurde er Mitglied des Corps Saxonia Jena. Nach dem Studium und der Promotion zum Dr. jur. trat er in den Dienst des Großherzogtums Sachsen-Weimar-Eisenach ein. 1815 heiratete er in Weimar die Tochter des Rittergutsbesitzers und späteren herzoglich-sächsischen Hofrats Christian Johann Martin Kühne in Oßmannstedt, nach dessen Tod 1827 er das Rittergut erbte und den Namen Kühne annahm. Seit 1816 war er für die Praxis als Hofadvokat zugelassen. 1819 war er im Justizamtsbezirk Vieselbach Gerichtsdirektor bei den Kühneschen Gerichten zu Wallichen. 1823 wurde er Landrat des Zweiten Verwaltungsbezirks mit Sitz in Weimar. Des Weiteren gehörte er der Chaussee-Kommission für den Weimar-Jenaischen Kreis und der Landeskommission als Landeskommissionsrat. Um 1846 versah er zusätzlich noch das Amt des Landrats des dritten Verwaltungsbezirks. Nach der Revolution von 1848 gehörte er der Generalkommission zur Ablösung grundherrlicher Rechte an. 1855 befand er sich im Ruhestand.
1835 war Bartholomäi Kühne für den Stand der Ritter im Weimar-Jenaischen Kreis in den Landtag von Sachsen-Weimar-Eisenach gewählt. Zum Landtag von 1841 war er gewählter zweiter Gehilfe des Landmarschalls Georg Ferdinand Friedrich Johann Riedesel Freiherr zu Eisenbach. 1846 war er weiterhin unter den Abgeordneten verzeichnet. Nach der Verfassungsreform von 1850 gehörte er dem Landtag nicht mehr an.
Alfred von Kühne, später ein preußischer General der Kavallerie, war sein Enkel.

## Auszeichnungen
- Ernennung um Geheimen Landesdirektionsrat[15]
- Ernennung zum Geheimen Regierungsrat[10]